# 코베리
코베리는 2013년에 설립된(대표 김홍중 (로봇공학자)) 대한민국 로봇기업이다. 코베리는 모터 기술의 선진국 일본에서 연구개발 및 양산제품 사업화까지의 실적을 바탕으로 창업하였다. 일본에서 쌓은 모터 사업화 경험과 선진기술 Know-how를 바탕으로 창출한 독자 핵심기술(기술특허)을 발판으로 모터산업기술 발전에 기여하는 것을 비전으로 삼고 있다. 반도페, 스마트 기기, 의료장비, IT부품 등 전세계 정밀 제조설비 등에 코베리가 제작한 초정밀 리니어모터가 널리 사용되고 있다.

## 수상
2021년 로봇신문에 의해 '올해의 대한민국 로봇기업(Korea Robot Company of the Year 2021)'에 선정되었다.

## 연혁
- 2018.08 과학기술정보통신부 기업부설연구소 인정

11본사 이전 - 화성시 기안길 101
- 2017.03 벤처기업 인증

04 선형 전동기(초정밀 리니어 모터) 특허 등록 제 10-1732636호
08 비젼검사장비 전문업체 '하이비젼시스템'으로부터 투자유치
12 창업진흥원 수출부문 우수상 수상
- 2016.03 '포스코'로부터 투자유치

05 경기도지사 모범기업인 표창 수상
07본사 이전 - 군포시 공단로 140번길 47-7
12 KCGA 2016 대한민국 기업대상 신기술대상 수상
리니어 모터 초기 모형
- 2014.04 본사 이전 - 안산시 상록구 안산테콤길 8
- 2013.01 상호 변경 - 주식회사 코베리

01본사 이전 - 수원시 장안구 장안로 359번길 19
2010
03 성진로얄모션 설립 - 시흥시 정왕동